# 荷坂峠
荷坂峠（にさかとうげ）は、三重県度会郡大紀町と北牟婁郡紀北町の間にある峠。

## 概要
世界遺産熊野古道伊勢路にある峠である。江戸時代に紀州藩初代藩主徳川頼宣が紀州に入府して以来、紀州の玄関口として整備された。
国道42号・JR東海紀勢本線ともにこの峠付近を通っている。国道42号は、1967年（昭和42年）に荷坂（にざか）トンネル（延長175ｍ）が開通している。
江戸時代以前に紀州の玄関口として栄えたツヅラト峠は、その名前の通り「九十九折」とよばれ急カーブ・急勾配が多く存在する難所だった。そのため紀州藩はツヅラト峠の整備をあきらめツヅラト峠に比べやや穏やかな荷坂峠を整備した。荷坂峠は重い荷物を担いでも越えることができる坂ということでこの名前がついた。

## 周辺
- 片上池
- JR東海紀勢本線・梅ケ谷駅
- 大内山動物園
- 道の駅紀伊長島マンボウ
- ツヅラト峠
- 長島港